# Kvinnorummet
Kvinnorummet (originaltitel: The Women's Room) är en roman av den amerikanska feministiska författaren Marilyn French, utgiven 1977. Den utspelas i den tidiga efterkrigstidens USA och följer en ung kvinna och hennes ökade medvetenhet om sin egen livssituation. Sedan utgivningen 1977 har boken översatts till 20 språk och sammanlagt sålts i över 20 miljoner exemplar. Boken var Frenchs debutroman, och den kom att inspirera många kvinnor att gå med i den feministiska rörelsen.

## Handling
Kvinnorummet utspelar sig i 1950-talets USA och följer Mira Ward, en traditionell och undergiven ung kvinna, från hennes tonårstid under 1940-talet till vuxenliv och ett normalt äktenskap samt hennes gradvisa uppvaknande som feminist under 1960-talet.
Mira och hennes vänner utgör ett tvärsnitt av amerikanskt samhälle under 1950- och 1960-tal. Mira själv är från en medelklassbakgrund. Hon gör ett litet uppror genom att inte omfatta sin mors världsbild. Under en utekväll under tonåren blir hennes ointresserade pojkvän orsaken till att hon får ett rykte om sig att vara promiskuös, något som gör att hon gör slut. Istället gifter hon sig med Norm, en blivande läkare. De får två barn. Mira får tre väninnor i grannskapet: Natalie, Adele och Bliss. Det visar sig att Bliss och Natalie är otrogna med Adeles man, men misstankar kastas även mot Mira och Natalie. Misstankarna förstör väninnornas vänskap.
Efter att Mira och Norm flyttar till småstaden Beau Reve, där Mira skaffar tre nya vänner: Lily, Samantha och Martha. Miras äktenskap hamnar i traditionella hjulspår, medan väninnornas äktenskap förstörs. Detta gör att Mira börjar förstå de orättvisa fördelar män har under förhållanden. Efter flera års äktenskap ansöker Norm om skilsmässa (det antyds att han har varit otrogen under en längre period) och gifter om sig. Miras liv förändras så mycket att hon försöker att begå självmord, men hon hittas av Martha och de hjälper varandra tillbaka till livet.
Mira börjar studera engelsk litteratur vid Harvard och tar en examen, och hon drömmer om att bli lärare. Vid Harvard träffar hon Val, en militant radikalfeminist med en tonårsdotter från ett tidigare äktenskap, Chris. Mira inspireras av den kvinnliga frigörelsen och blir också feminist. Hennes nya umgängeskrets inkluderar den lesbiska Isolde, Kyla och Clarissa. Hon träffar också Ben, en diplomat, och de inleder ett förhållande som är mer jämställt och lyckligt. När hennes barn kommer på besök blir hennes mognad och självständighet tydliga i hennes syn på moderskap och sexualitet.
På college blir Vals dotter Chris våldtagen. Val yttrar då följande (något som Mira protesterar emot): 
| ” | Vad de än är i det offentliga livet, vad de än är i relation till andra män, i relation till kvinnor är alla män våldtäktsmän, och det är allt de är. De våldtar oss med sina ögon, sina lagar och sina regler. | „ |

Detta yttrande har blivit den mest omtalade och kritiserade delen av Frenchs roman.
Mira avslutar förhållandet med Ben efter att hon inser att Ben förväntar sig att hon ska följa med honom till hans hemland Lianu och föda hans barn. Strax därefter upptäcker hon att Val har blivit skjuten efter en våldsam protest vid en våldtäktsrättegång.
Boken slutar med en kort sammanfattning av var rollfigurerna är nu. Ben gifte sig med sin sekreterare och har två barn. Mira är lärare vid ett college och är singel. I slutet börjar berättaren att skriva den berättelse som läsaren just läst.

## Rollfigurer
- Mira är bokens huvudperson. Hennes liv följs från tonåren till vuxenlivet och hennes förändringar.
- Norm är Miras make och far till hennes två barn, Normie och Clark.  Norm är läkare och tillbringar ytterst lite tid med Mira och barnen.
- Martha är Miras närmaste vän under äktenskapet med Norm. Martha och Mira kan relatera till varandras situation som hemmafru.
- Val är Miras närmaste vän vid Harvard. Val introducerar Mira till mycket av feminism-ideologierna. Vals kommentarer tillhör de mer kontroversiella i romanen.
- Ben är den man Mira blir kär i. Han hjälper henne uppleva sexuell tillfredsställelse och självständighet i ett förhållande.

## Bakgrund

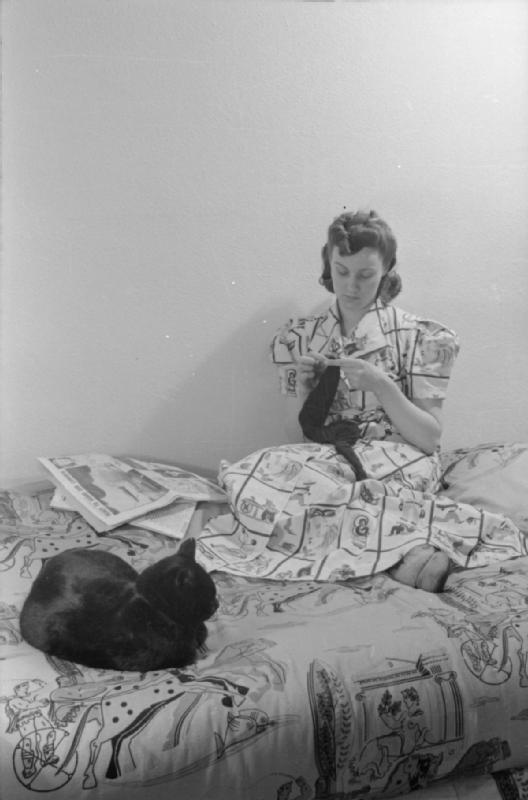
Kvinnorummet tog upp könsrollsfrågorna i mitten av 1900-talet. Fotot är ur bildserien A Day in the Life of a Wartime Housewife – Everyday Life in London (1941).

Boken publicerades 1977, men romanen är skriven som en återblick. French har senare sagt att Kvinnorummet inte är ett självbiografiskt verk, men det är influerat av Frenchs eget liv och innehåller flera självbiografiska element. Exempelvis var såväl French som huvudpersonen Mira gift och skild och därefter student vid Harvard där hon tog en examen i engelsk litteratur. Trots kopplingen mellan Kvinnorummet och den feministiska rörelsen, sa French i en intervju med New York Times 1977:
| ”                | Kvinnorummet handlar inte om kvinnorörelsen... utan om kvinnors liv idag. | „ |
| – Marilyn French |                                                                           |   |

Under 1950-talet var det en babyboom efter andra världskriget. Mira får själv två barn, men många av hennes väninnor i boken får tre eller fler barn. Dessutom fanns det en ökad förväntan på amerikanska kvinnor under 1950-talet att bli hemmafruar och mödrar framför egna drömmar. Mira upplever detta genom att inte ha något arbete under äktenskapet med Norm och drömmer då om ett perfekt hem.
Feminismens andra våg uppstod under 1960-talet. Den här rörelsen fokuserade på flera frågor, inklusive kvinnors makt över sin egen sexualitet och jämlikhet på arbetsmarknaden. Kvinnorummet är en roman som tar upp många av de centrala idéerna i den rörelsen.
1963 skrev Betty Friedan Den feminina mystiken där Friedan beskriver "problemet som inte har något namn." Mira upplever mycket av det missnöje som hemmafruar erfar enligt Den feminina mystiken.

## Mottagande
Kvinnorummet fick många positiva och många negativa recensioner. Den har blivit beskriven som en av de mest inflytelserika romanerna i den moderna feministiska rörelsen. Romanen fick hård kritik från media, men blev en internationell bästsäljare. Fram till 2009 hade den sålt över 20 miljoner exemplar och översatts till 20 språk. Den låg på New York Times Best Seller List.
Många kvinnor fann Kvinnorummet lätt att relatera till och stimulerande; de kände igen sina egna liv i Miras. Susan Faludi tyckte att romanen "[inspirerade] en utåtblickande passion och ett engagemang hos sina läsare", vilket "inte är lätt." Gloria Steinem skrev att Kvinnorummet "uttryckte erfarenheterna från ett mycket stort antal kvinnor och lät dem veta att de inte var ensamma och inte var galna."
Dess snabba popularitet fick kritik från feministiskt håll för att vara för pessimistisk om kvinnors liv och alltför anti-män.
I juni 2004 inkluderade ett urval på 500 personer, som deltog på Guardian Hay festival, Kvinnorummet på deras lista över de 50 viktigaste nutida verken, något som visar att tiden inte har förminskat omdömet om Frenchs roman. Åsa Beckman på Dagens Nyheter menar dock att bokens senare del blivit daterad. Lotta Lundberg på Sydsvenska Dagbladet menar att boken "fullständigt saknar såväl självironi som poesi. För att inte tala om undertext."
Stora delar av den negativa kritiken om Kvinnorummet handlar om bristen på tredimensionella manliga rollfigurer i boken; bristen på tydliga mansporträtt tillät kritikerna att låsa fast sig på de fientliga åsikterna om män och bortse från de positiva och realistiska kvinnoporträtten. Christopher Lehmann-Haupt skriver att kvinnor kan relatera till boken, men att det finns väldigt lite för män att gilla. Anne Tyler menar att hela romanen är "väldigt lång och väldigt smal" och väldigt vinklad. Trots att kritikerna menade att Kvinnorummet var för negativ mot män, tyckte dess genomsnittliga kvinnliga läsare inte det utan att Frenchs bild var korrekt. Frenchs roman utgjorde en vändpunkt för feministisk litteratur. Medan facklitteratur som Den feminina mystiken ökade antalet feminister, var feministisk skönlitteratur inte särskilt spridd och ansågs vara avsedd för kärnan inom feministrörelsen.

## Andra medier
Romanen gjordes till en TV-film 1980 av ABC med Lee Remick och Ted Danson. Filmen fick tre Emmy Award-nomineringar. Filmens producent, Philip Mandelker, har sagt att de genom filmen ville "röra upp så mycket kontrovers som möjligt, med syftet att få män och kvinnor att prata med varandra."
Med det målet är det inte förvånande att filmens recensioner varierade oerhört. Washington Posts Tom Shale ansåg filmen vara irriterande och "en kalkon." John J. Connors ansåg å andra sidan att filmen var en lyckad bearbetning av boken och gillade filmen, och skrev att "Ingen kommer att vara uttråkad."
Kvinnorummet dramatiserades för radio av BBC 2007.